# Canhas
Canhas és una de les tres freguesias del municipi de Ponta do Sol, a l'illa portuguesa de Madeira.